# Lateinische Literatur
Die Literatur der Römischen Republik und des Römischen Reiches wurde großteils in Latein verfasst (daneben spielte ab etwa 200 v. Chr. auch das Griechische eine bedeutende Rolle). Die Perioden der lateinischen Literatur werden traditionell aufgeteilt in die Goldene Latinität, die etwa die Periode vom Anfang des 1. Jahrhunderts v. Chr. bis zur Mitte des 1. Jahrhunderts n. Chr., und die Silberne Latinität, die die spätere klassische Periode umfasst. Nach dem Ende des 2. Jahrhunderts folgt schließlich die spätlateinische Literatur, deren Epoche bis zum Ende der Spätantike um 600 n. Chr. und zur Entwicklung der romanischen Sprachen reicht.

## Frühlateinische Literatur
Die frühlateinische Literatur (ca. 240–90 v. Chr.) stammte hauptsächlich aus Unteritalien und lehnte sich daher stark an die griechische Literatur an, zeigte jedoch auch auffällige Eigenheiten. Der größte Teil der Literaturproduktion dieser Periode ist heute verloren.

### Dichtung
Livius Andronicus verfasste wahrscheinlich 240 v. Chr. im Rahmen der Ludi Romani eine Übersetzung der homerischen Odyssee, die sogenannte Odusia. Nur etwa 45 Verse sind bei späteren Autoren erhalten. Gnaeus Naevius, der etwa zeitgleich lebte, war besonders für das Epos Bellum Punicum über den Ersten Punischen Krieg bekannt, welches ebenfalls nur fragmentarisch überliefert ist. Er schrieb außerdem Komödien und Tragödien. Während die beiden ihre Werke noch in Saturniern verfassten, führte Quintus Ennius den daktylischen Hexameter in Rom ein. Sein Epos, die Annales, stellte die römische Geschichte dar und gilt als Vorbild für Vergils Aeneis. Es ist ebenfalls nur bruchstückhaft überliefert.
Aus der frühlateinischen Dichtung sind nur von den Komödiendichtern Plautus und Terenz (beinahe) vollständige Werke erhalten. Von Plautus sind dies 20, von Terenz sechs Komödien. Die römische Komödie dieser Zeit (Palliata) wurde später als auf ihrem höchsten Niveau angesehen.
Marcus Pacuvius spezialisierte sich auf die Tragödie, von denen zwölf unter seinem Namen bekannt sind. Sie sollen vorwiegend von eher unbekannten Themen gehandelt haben. Ebenfalls ein Tragödiendichter war Lucius Accius. Er soll über 50 Stücke verfasst haben, von denen etwa 700 Zeilen fragmentarisch erhalten sind.

Der Ritter Gaius Lucilius war der erste römische Satirendichter. Er verfasste bunt durchmischte Gedichte (lat. satura) zum römischen Alltag, die 30 antike Bücher umfassten. Etwa 1350 Verse sind – teils nur bruchstückhaft – erhalten. Diese Gattung ist die einzige, die nicht von der griechischen Tradition übernommen, sondern durchwegs als römisch angesehen wurde, wie Quintilian bemerkte: 
satura quidem tota nostra est. – „Die Satire ist immerhin ganz und gar unser Werk.“

### Prosa
Werke der Prosa dieser Epoche sind größtenteils Sachliteratur wie De agri cultura von Marcus Porcius Cato dem Älteren. Seine Origines waren das erste historische Werk in lateinischer Sprache. Davor hatten bereits Quintus Fabius Pictor und Aulus Postumius Albinus Geschichtswerke über Rom in griechischer Sprache verfasst, um den Einfluss und die plötzlich entstandene Macht Roms in der bekannten Welt zu rechtfertigen.

## Goldene Latinität
Die sogenannte Goldene Latinität (ca. 90 v. Chr. bis 14 n. Chr.) fällt in eine Zeitspanne blutiger Bürgerkriege, als die römische Republik unterging und unter Augustus durch eine Monarchie abgelöst wurde. Damals entstanden Werke, die noch stärker als zuvor die Auseinandersetzung mit der griechischen Kultur und Literatur widerspiegelten und bereits von den Zeitgenossen als klassisch aufgefasst wurden. In fast allen Gattungen entstanden bedeutende Werke. In der Prosa ist vor allem das Werk Ciceros zu erwähnen, dessen Reden zwar einerseits den Stil und die Latinität an sich für Jahrhunderte prägten, aber andererseits eben dadurch zum Stillstand und Aussterben der lateinischen Sprache führten. Nach Quintilian und später Francesco Petrarca wird Cicero das Maß aller Dinge in der lateinischen Prosa und Vorlage für das an der Schule gelehrte Latein. Sein dichterisches Pendant bildet Vergil.

### Dichtung
Epos
Typisch für das antike Epos ist die Abfassung in Hexametern und seine sprichwörtliche Länge, die mindestens zwei antike Bücher umfasst.
Lukrez, der in der ersten Hälfte des 1. Jh. v. Chr. lebte, verfasste das philosophische Lehrgedicht De rerum natura (Über die Natur der Dinge) in der Tradition von Hesiods Theogonie. Es besteht aus sechs Büchern mit insgesamt 7.400 Versen, die Epikurs Lehren wiedergeben. Etwa zeitgleich lebte Catull. Er verfasste unter anderem das Carmen 64, ein sogenanntes Epyllion (ein Kleinepos in kallimacheischer Tradition).
Seinen Höhepunkt erlebte das römische Epos unter Augustus. Vergil verfasste noch während der Bürgerkriege die beiden Lehrepen Georgica (Über das Landleben) und Eclogae (Über das Hirtenleben). Sein Hauptwerk aber ist die zwölf Bücher umfassende und unvollendet gebliebene Aeneis. Sie beschreibt die römische Frühgeschichte um Aeneas, enthält jedoch auch verschiedene Bezüge zur Augusteischen Zeit. Dieses Epos ist als römisches Pendant zu Homers Ilias und Odyssee zu sehen.
Während die Aeneis alle bisherigen Epen überstrahlte – und wohl ein Grund ist, warum frühere Werke wie diejenigen von Naevius und Ennius nicht überliefert sind – kam ein Autor in seiner Nachfolge zu ähnlichem Ruhm: Ovid. Dieser tat sich erst als Elegiker hervor, verfasste aber auch ein ironisches Lehrgedicht über die Liebe, die Ars amatoria, sowie das fragmentarisch erhaltene Werk De medicamina faciei (Über Kosmetik). Sein Hauptwerk sind die Metamorphosen. Diese umfassen 15 Bücher und enthalten etwa 250 mythologische Verwandlungsgeschichten, mal nur knapp, mal ganz ausführlich dargestellt.
Lyrik
Für sie ist das lyrische Versmaß (wie sapphische oder alkäische Strophe) typisch. Von anderen dichterischen Gattungen unterscheidet sie sich dadurch, dass die Silbenzahl fest ist.
Catull gehörte zu den sogenannten Neoterikern. Diese wandten sich von der klassischen homerischen Tradition ab, hin zum Kleinen, Alltäglichen, Apolitischen. Seine sogenannten Lesbia-Gedichte sowie Schmähgedichte zählen zum lyrisch-elegischen Teil seines Werkes (Carmina 1–60). Die meisten dieser Gedichte sind im phaläkischen Hendekasyllabus verfasst.
Horaz: Oden, Carmen saeculare und Epoden (Nicht alle Versmaße haben bei Horaz eine feste Silbenzahl; daktylisch gebaute Verse können in der Regel anapästisch werden und so an Silben einbüßen.)
Satire
Horaz: Satiren, Epistula (zugleich auch Kunstbrief)
Varro: Satiren (verloren)
Elegiker bzw. Vertreter der Liebeselegie
Die Form des elegischen Distichons ist hierfür typisch. In den meisten Fällen wird eine Geliebte besungen.
Catulls Gedichte sind wegweisend für die spätere römische Liebeselegie. Gaius Cornelius Gallus verfasste vier Bücher als Liebeselegien an seine Geliebte Lycoris. Sie sind heute verloren, sollen spätere Elegiker aber maßgeblich beeinflusst haben. Von Tibull sind zwei Bücher, von Properz vier Bücher mit Liebesgedichten überliefert.
Neben diesen verfasste auch Ovid, von dem wir bedeutend mehr überliefert haben, elegische Texte. Diese umfassen die Amores, die Heroides (Kunstbriefe von Frauen an deren Liebhaber) sowie die Tristia und die Epistulae ex Ponto, welche beide im Exil entstanden sind.
An dieser Stelle zu nennen ist auch Sulpicia die Ältere, von der sechs epigrammartige Gedichte erhalten sind.
Epigramme

Sie sind ebenfalls meist im elegischen Distichon geschrieben, überschreiten aber selten vier Verse. In der sogenannten „Goldenen Latinität“ tat sich vor allem Catull durch Epigramme hervor (Carmina 69–116). Ein besonders berühmtes ist Carmen 85:
Odi et amo. Quare id faciam, fortasse requiris? | nescio, sed fieri sentio et excrucior.

### Prosa
Cicero
Reden: unter anderem In Catilinam, In Verrem, Pro Milone, Pro Roscio comodeo, Pro Sexto Roscio
Philosophische Schriften: unter anderem De re publica, De officiis, „De natura deorum“
Briefe: ad familiares, ad Brutum, ad Quintum fratrem, ad Atticum
Staatstheoretische Schriften: De re publica
Rhetorische Schriften: De oratore, Orator
Historiker, Kriegsberichterstatter und Biographen
Cornelius Nepos: unter anderem De viris illustribus
Gaius Iulius Caesar: De bello Gallico (achtes Buch wohl vom Offizier Aulus Hirtius verfasst), De bello civili
Sallust: De coniuratione Catilinae, Bellum Iugurthinum
Titus Livius: Ab urbe condita
Sach- und Fachliteratur
Hyginus: De astronomia
Varro: unter anderem De lingua latina (Sprachwissenschaft), De re rustica (Landwirtschaft)
Vitruv: De architectura

## Silberne Latinität
Die lateinische Dichtung der frühen und hohen Kaiserzeit löste sich vielfach von den griechischen Vorbildern (obwohl diese weiterhin von Bedeutung waren) und entstand nun eher in Auseinandersetzung mit den bereits als klassisch empfundenen Werken der goldenen Latinität. Auch diese Phase brachte eine Reihe von höchst bedeutenden Texten hervor, wobei Seneca besonders hervorzuheben ist. Sein Stil wurde zwar nicht so stark nachgeahmt wie der Ciceros, aber die Abkehr von der kunstvoll gebauten syntaktischen Periode hin zur knapperen Sentenz war ein starker Einschnitt und prägender Faktor im weiteren Verlauf der sprachlichen Entwicklung. Zu seiner eigenen Zeit war Seneca der beliebteste Autor und wurde von der Jugend regelrecht verschlungen. Später wurde sein zerhackter Stil wieder verworfen. Die Nachklassik kann in drei maßgebliche Unterepochen eingeteilt werden: 1. Die Zeit Senecas, 2. Manierismus und Klassizismus, 3. Archaismus.

### Dichtung
Epos
Lucan: De bello civili
Silius Italicus: Punica
Valerius Flaccus: Argonautica
Statius: Thebais, Achilleis
Marcus Manilius: Astronomicon (Lehrepos)
Fabel
Phaedrus
Tragödie
Seneca: unter anderem Medea, Oedipus, Hercules furens
Satire
Aulus Persius Flaccus
Juvenal
Epigramm
Martial
Bukolik
Calpurnius Siculus
Nemesian

### Prosa
Philosophische Schriften
Seneca: unter anderem Epistulae morales, Dialogi (zum Beispiel De vita beata, De brevitate vitae, De ira), De beneficiis (deutsch „über Wohltaten“)
Kunstbrief
Plinius der Jüngere
Roman (in satirischer Tradition)
Seneca: Apocolocyntosis
Titus Petronius: Satyricon
Apuleius: Metamorphoses
Rhetorik
Seneca der Ältere: Controversiae, Suasoriae (beides Muster für Streitreden)
Quintilian: Institutio oratoria, Declamationes
Fronto
Antiquarische Buntschriften
Aulus Gellius: Noctes Atticae
Censorinus
Geschichtsschreibung
Velleius Paterculus: Historiae Romanae
Valerius Maximus: Facta et dicta memorabilia (deutsch „erinnernswerte Taten und Worte“)
Curtius Rufus: Historiae Alexandri Magni
Tacitus: unter anderem Historiae, Germania, Annales
Sueton: De vita caesarum, De poetis
Fachliteratur
Pomponius Mela: De chorographia (Geographie)
Celsus: Artes (Medizin)
Scribonius Largus Compositiones (Medizin)
Columella: De re rustica (Landwirtschaft)
Masurius Sabinus: Ius civile
Plinius der Ältere: Naturalis historia (Naturkunde)
Frontinus: unter anderem De aquaeductu urbis Romae (deutsch „Über die Wasserleitungen Roms“; Architektur)
Hyginus Mythographus: De astronomia (Astronomie)
Apicius: De re coquinaria (deutsch „Über das Kochen“)
Cornelius Labeo: Fasti, De diis animalibus, De oraculo Apollinis Clarii (römische Religion)

## Die ersten Vertreter der christlichen lateinischen Literatur
2. Jahrhundert
Justin der Märtyrer
Irenäus von Lyon
Scilitanische Märtyrer
3. Jahrhundert
Tertullian
Novatian
Minucius Felix
Cyprian von Karthago
Victorinus von Poetovio

## Die spätlateinische Literatur (Die heidnische und christliche lateinische Literatur der Spätantike)
Die ältere Forschung hatte noch geurteilt, die lateinische Literatur der Spätantike (etwa 300 bis 600 n. Chr.) habe allenthalben einen allgemeinen Verfall widergespiegelt. Dies wird heute differenzierter gesehen. Einige Werke blieben noch bis an die Schwelle zum Mittelalter überwiegend oder ganz älteren, paganen Formen und Stoffen verpflichtet (zum Beispiel die des Claudian); daneben traten indes immer mehr die Beiträge christlicher Verfasser. Die lateinische Geschichtsschreibung erlebte mit Ammianus Marcellinus um 400 einen letzten Höhepunkt (er versuchte an Tacitus anzuknüpfen), und noch im 6. Jahrhundert schuf Gorippus ein letztes bedeutendes Epos, die an Vergil orientierte Iohannis.
In der ausgehenden Spätantike ging jedoch der Großteil der antiken lateinischen Literatur verloren (Bücherverluste in der Spätantike). Der schmale Besitz der mittelalterlichen Autoren an antiken Schrifttumshinterlassenschaften wird oft bereits für unseren heutigen Überlieferungsbesitz ähnlich erachtet.
4. Jahrhundert
Arnobius der Ältere
Lactantius
Gaius Marius Victorinus
Pervigilium Veneris
Aelius Donatus
Ausonius
Aurelius Victor
Ammianus Marcellinus
Paulinus von Nola
Ambrosius von Mailand
Quintus Aurelius Symmachus
Hieronymus
Egeria
Flavius Vegetius Renatus
Avienus
Maurus Servius Honoratus
Hilarius von Poitiers
Optatus von Mileve
Eusebius von Caesarea
Filastrius von Brescia
Eutropius
Palladius
Publilius Optatianus Porfyrius
Theodorus Priscianus
Pelagonius
Juvencus
Rufinus von Aquileia
Nonius Marcellus
Firmicus Maternus
5. Jahrhundert
Historia Augusta
Prudentius
Sulpicius Severus
Augustinus von Hippo
Claudian
Rutilius Claudius Namatianus
Macrobius Ambrosius Theodosius
Martianus Capella
Leo der Große
Sidonius Apollinaris
Arnobius der Jüngere
Nicetas von Remesiana
Orientius von Auch
Orosius
Blossius Aemilius Dracontius
Gennadius von Marseille
Johannes Cassianus
Flavius Merobaudes
Sedulius
Salvian von Marseille
Symphosius
Prosper Tiro von Aquitanien
Caelius Aurelianus
Cassius Felix
Maximus von Turin
Julianus Pomerius
6. Jahrhundert
Eugippius
Priscian
Boethius
Benedikt von Nursia
Cassiodor
Gorippus
Arator
Avitus von Vienne
Magnus Felix Ennodius
Fulgentius von Ruspe
Maximianus
Jordanes
Venantius Fortunatus
Gregor von Tours

## Die mittellateinische Literatur (Die lateinische Literatur des Mittelalters)
6. Jahrhundert
Gildas
Martin von Braga
Gregor von Tours
Gregor der Große
Venantius Fortunatus
Columban von Luxeuil
Sisebut
Leander von Sevilla
7. Jahrhundert
Isidor von Sevilla: Etymologiae
Fredegar
Hisperica Famina
Braulio von Saragossa
Eugenius III. von Toledo
Ildefons von Toledo
Julian von Toledo
Adomnan von Iona
Visio Baronti
Aldhelm von Sherborne
8. Jahrhundert
Beda Venerabilis
Bonifatius
Chrodegang
Paulus Diaconus
Arbeo von Freising
Petrus von Pisa
Alkuin
Paulinus von Aquileia
Angilbert
9. Jahrhundert
Theodulf von Orléans
Einhard
Moduin
Dicuil
Hrabanus Maurus
Nithard
Hilduin von Saint-Denis
Frechulf
Thegan
Paschasius Radbertus
Lupus Servatus
Walahfrid Strabo
Florus von Lyon
Rudolf von Fulda
Gottschalk von Orbais
Ratramnus von Corbie
Hinkmar von Reims
Sedulius Scottus
Heiricus von Auxerre
Johannes Scottus Eriugena
Notker I.
Remigius von Auxerre
Tuotilo von St. Gallen
10. Jahrhundert
Hucbald
Navigatio Sancti Brendani
Odo von Cluny
Flodoard von Reims
Waltharius
Liutprand von Cremona
Widukind von Corvey
Hrotsvit
Gerbert von Aurillac
Abbo von Fleury
Froumund von Tegernsee
11. Jahrhundert
Fulbert von Chartres
Berno von Reichenau
Ekkehard IV.
Wipo
Petrus Damiani
Berengar von Tours
Hermann von Reichenau
Ecbasis captivi
Lanfrank von Bec
Ruodlieb
Lampert von Hersfeld
Carmina Cantabrigiensia
Guido von Arezzo
Humbert von Silva Candida
Anselm von Canterbury
Sigebert von Gembloux
Marbod von Rennes
Balderich von Bourgueil
Eadmer
12. Jahrhundert
Hildebert von Lavardin
Sextus Amarcius
Petrus Abaelardus
Wilhelm von Malmesbury
Suger von Saint-Denis
Wilhelm von Conches
Bernhard von Clairvaux
Hugo Primas
Petrus Lombardus
Hugo von St. Viktor
Nivardus von Gent
Vitalis von Blois
Hildegard von Bingen
Geoffrey von Monmouth
Herrad von Landsberg
Joseph von Exeter
Bernardus Silvestris
Wilhelm von Blois
Adam von St. Viktor
Otto von Freising
Johannes von Salisbury
Helmold von Bosau
Alanus ab Insulis
Archipoeta
Matthäus von Vendôme
Bernhard von Cluny
Joachim von Fiore
Petrus von Blois
Petrus Riga
Nigellus de Longchamp
Walter von Châtillon
Walter Map
Galfredus de Vino Salvo
13. Jahrhundert
Saxo Grammaticus
Alexander Neckam
Michael Scotus
Gervasius von Tilbury
Jakob von Vitry
Robert Grosseteste
Caesarius von Heisterbach
Franz von Assisi
Wilhelm von Auvergne
Alexander von Hales
Thomas von Celano: Dies irae
Vinzenz von Beauvais
Carmina Burana
Vagantendichtung
Johannes de Garlandia
Albertus Magnus
Roger Bacon
Wilhelm von Moerbeke
Bonaventura
Thomas von Aquin
Johannes Peckham
Jacobus de Voragine
Hugo von Trimberg
Siger von Brabant
Ramon Llull
Iacopone da Todi
Dietrich von Freiberg
Pietro d’Abano
Gertrud von Helfta
Johannes Duns Scotus
14. Jahrhundert
Engelbert von Admont
Bernard Gui
Dante Alighieri
Albertino Mussato
Walter Burley
Marsilius von Padua
Wilhelm von Ockham
Francesco Petrarca
Giovanni Boccaccio
Nikolaus von Oresme
15. Jahrhundert
Nikolaus von Kues

## Renaissance und Neulatein
Die meisten Autoren schrieben in ihren jeweiligen Landessprachen ebenso gut wie in Latein, aber jeder hinterließ ein lateinisches Werk von bedeutender Quantität und Qualität.
14. Jahrhundert
Dante Alighieri
Francesco Petrarca
Giovanni Boccaccio
Coluccio Salutati
15. Jahrhundert
Poggio Bracciolini
Thomas von Kempen
Nikolaus von Kues
Leon Battista Alberti
Lorenzo Valla
Aeneas Silvius Piccolomini
Marsilio Ficino
Rudolf Agricola
Girolamo Savonarola
Angelo Poliziano
Johannes Reuchlin
Conrad Celtis
Giovanni Pico della Mirandola
16. Jahrhundert
Konrad Peutinger
Erasmus von Rotterdam
Nikolaus Kopernikus
Thomas Morus
Philipp Melanchthon
Petrus Lotichius Secundus
Jan Kochanowski
17. Jahrhundert
Francis Bacon
John Barclay
Galileo Galilei
Jakob Bidermann
Johannes Kepler
Hugo Grotius
Thomas Hobbes
René Descartes
John Milton
Blaise Pascal
Baruch de Spinoza
Isaac Newton
Gottfried Wilhelm Leibniz
18. Jahrhundert
Giambattista Vico
Carl von Linné
19. Jahrhundert
Carl Friedrich Gauß
Leo XIII.
20. Jahrhundert
Hermann Weller